# Radio Massacre International
Radio Massacre International (RMI) is een Brits trio dat experimenteert met elektronische muziek in de ruimste omschrijving van het woord. Het begon met elektronische muziek in de traditie van Tangerine Dream. Men begon echter veel meer te improviseren, daarbij gebruikmakend van zowel nieuwe apparatuur (met samples en al), als elektronische instrumenten uit de begintijd van deze apparatuur (zoals Mellotron).

## Musici
- Steve Dinsdale - toetsen en slagwerk;
- Duncan Goddard - toetsen en basgitaar;
- Gary Houghton - toetsen en gitaar.

## Naam van de band
De naam van de band is terug te voeren op de beginjaren 80 toen Steve en Duncan (2 college-genoten) experimenteerden met primitieve elektronische geluiden. De groepsnaam is dan nog DAS. De huidige naam werd vastgesteld door een toss en wijst op de nieuwe manier van componeren. Men wijkt af van het vaste stramien, componeren, arrangeren, repeteren (en opnemen). Ze worden daartoe min of meer gedwongen, aangezien ze niet over de benodigde apparatuur beschikken. Hun werkwijze bestaat eruit dat ze instrumenten rechtstreeks in een cassettedeck pluggen en zo hun stukken opnemen met een grovere geluidskwaliteit dan bij een normale opname. Er zijn 12 DAS-opnamen (opgenomen tussen 1980 en 1987), waar er maar 1 van gepubliceerd is. De rest is in het cassettestadium gebleven. De composities kunnen echter elk moment op een van hun huidige albums terechtkomen (al dan niet bewerkt). Nadeel is dat ook andere musici meededen op die opnamen en ze dus bij het uitbrengen eerst moeten uitzoeken wie heeft meegedaan en nu waar woont, om de rechten eerlijk te verdelen.

## Geschiedenis RMI
Steve, van origine een drummer, ging na zijn verhuizing in 1988 naar Londen spelen in een aantal bandjes, terwijl Duncan allerlei toetseninstrumenten begon te verzamelen. Ze kwamen elkaar weer tegen en begonnen opnamen te maken. Toen ze uiteindelijk een geschikte werkruimte voor hen beiden vonden, namen ze hun eerste sessie op. Dit heeft later geresulteerd in de release van Startide. In 1994 kwam Gary bij de groep.
Hun eerste gezamenlijke opnamen kwamen terecht op Frozen North, een dubbelalbum, dat ze opnamen voor het label Centaur, een privélabel van een platendistributeur in Dundee (CDS), die gespecialiseerd was in elektronische muziek. Ze gaven toen ook hun eerste concert in Sheffield, het Emma Festival.
In 1996 worden uitgenodigd om op te treden in MTVs Party Zone. Ze zijn waarschijnlijk de enige band geweest in dat programma, die muziek ten gehore mocht brengen, waarin geen dansbaar ritme zat. Ze mochten toen ook spelen in het observatorium Jodrell Bank, later uitgegeven onder Knutsford in May.
In 1997 mochten ze spelen op de KLEMdag in Nijmegen, een speciaal festival rondom elektronische muziek.
In 2000 bracht hun terug op Jodrell Bank, maar ook het Alfa Centauri Festival (ook voor elektronische muziek in Nederland). Ze mochten optreden in het BBC-programma Don't look down over de 300 voet hoge radiotelescoop.
In 2001 spelen ze samen met andere bands zoals AirSculpture, Free System Projekt en Paul Nagle op het eerste Hampshire Jam Festival. 
In 2002 dient zich het eerste Amerikaanse optreden aan; het Progwest festival in Los Angeles en het Gathering Concert Series in Philadelphia. Ze geven ook liveoptredens via de radio, zowel in Los Angeles als Philadelphia. Deze opnamen staan op Solid states.
In 2003 staan ze op het E-live festival in Eindhoven (opvolger van KLEMdagen); en begin 2004 ook in Finland (Virtaa Arts Festival, Tapiola). In het café Night and Day in Manchester spelen ze voor het eerst samen met Can Luminary van Damo Suzuki. Hetzelfde jaar gaan ze terug naar Philadelphia en komen in contact met het platenlabel Cuneiform, waarbij ze Emissaries uitgeven (in het album zit ook een stripverhaal van Matt Howarth). Sinds 2003 geven ze ook jaarlijkse concerten in het UK National Space Centre in Leicester, en dat brengt ze in aanraking met Ian Boddy (gezamenlijk optreden in 2006) en ze verhuizen naar het label van Boddy; DiN. Boddy behandelt en remixt de opnamen voor Septentrional, waarbij er meer ritme in de muziek komt (handelsmerk van Boddy).
De 6cd-box, die eind december 2006 werd uitgegeven, bevatte overgehouden opnamen die niet op of bij een van hun albums pasten. Naar goed gebruik van de band is deze box alleen via hun website te verkrijgen; er is een beperkte oplage geperst. Overigens is het merendeel van hun albums als genoemd in de discografie alleen via RMI zelf te kopen. Ook in 2007 kwamen daarom twee albums uit: een officiële via Cuneiform en een CDR van hun eigen website.
Vanaf 2011 zat Steve Dinsdale ook in een andere muziekgroep Orchestra of the Upper Atmosphere, een album werd aangekondigd in augustus 2011. Na 2013 verscheen geen nieuw werk meer van RMI, er waren wel heruitgave via downloadalbums. Steve Dinsdale maakte nog soloalbums.

## Discografie

### Eigen albums
- (december 1995): Frozen north;
- (oktober 1996): Republic;
- (9 februari 1997): Live at the October Gallery (alleen beschikbaar voor concertbezoekers);
- (februari 1997): Burned & frozen;
- (juni 1997): Knutsford in May (Live);
- (augustus 1997): Diabolica;
- (oktober 1997): Organ harvest;
- (februari 1998): Gulf;
- (augustus 1998): A bridge too far (Live);
- (december 1998): Borrowed atoms;
- (april 1999): Bothered atmos (aanvulling op Borrowed atoms);
- (april 2000): Upstairs downstairs (Live);
- (april 2000): Been there, done that (Live);
- (december 2000): The god of electricity;
- (december 2000): Zabriskie Point;
- (oktober 2001): Startide;
- (oktober 2001): Planets in the wires;
- (november 2002): Maelstrom;
- (april 2003): Greenhousing;
- (oktober 2003): Solid States (Live);
- (mei 2004): People would really like space-rock if they would only give it a try (Live);
- (mei 2004): E-Live 2003;
- (mei 2004): Walking on the sea (Live) ;
- (april 2005): Hog wild (Live);
- (mei 2005): Emissaries;
- (mei 2006): Septentrional;
- (december 2006): Lost in space;
- (2007): Rain Falls in Grey;
- (december 2007): Blacker;
- (2008): Antisocial;
- (2008): Fast forward;
- (2008): Philadelphia air-shot;
- (2008): Rain falls in a different way;
- (2009): E-live 2008;
- (2010): Time & Motion;
- (2010): Lost in Transit (verzameling cd-r's);
- (2011): City 21;
- (2013): Eavesdropping;
- (2013): Lost in transit 8;
- (2013): Lost in transit 9;
- (2013): Lost in transit 10;
- (2013): Still
- (2013): Threads
- (2013): The clouds of Titan

### RMI op Verzamelalbums
- (1998): Is there anybody out there?;
- (2000): Concerts At Jodrell Bank; waarvan 1CD met RMI Live op Jodrell Bank/Alfa Centauri Festival;
- (2001): Hampshire Jam Preserved met nummers  RMI-Pipe / Everybody Say Yeah / Roxette lost in Liphook

### Steve Dinsdale solo
- (2009): New Church;
- (2010): On the other side;
- (2012): The vast key
- (2014): Tomorrow
- (2018): Light & dark